# نادي النضال
نادي النضال الرياضي هو نادي كرة قدم سوري من مدينة دمشق في حي الشاغور. تأسس عام 1983. يلعب مبارياته على ملعب النضال.